# Beach Samba
| Recensione | Giudizio |
| ---------- | -------- |
| AllMusic   |          |

Beach Samba è un album di Astrud Gilberto, pubblicato dalla casa discografica Verve Records nell'ottobre del 1967.

## Tracce

### LP
Lato A
1. Stay – 2:24 (Gayle Caldwell) – Registrato il 30 giugno 1967
2. Misty Roses – 2:35 (Tim Hardin) – Registrato il 25 maggio 1967
3. The Face I Love – 2:08 (Norman Gimbel, Marcos Valle) – Registrato il 9 giugno 1967
4. Parade – 2:08 (De Hollanda) – Registrato il 25 maggio 1967
5. Oba, Oba – 1:55 (Luiz Bonfá) – Registrato il 25 maggio 1967
6. Canoeiro – 1:32 (Eumir Deodato) – Registrato il 9 giugno 1967

Lato B
1. I Had the Craziest Dream – 2:21 (Mack Gordon, Harry Warren) – Registrato il 25 maggio 1967
2. Beach Samba (Bossa na praia) – 2:47 (Peri Ribeiro, Geraldo Cunha) – Registrato il 25 maggio 1967
3. My Foolish Heart – 2:44 (Ned Washington, Victor Young) – Registrato il 25 maggio 1967
4. Dia das rosas – 2:27 (Luiz Bonfá) – Registrato il 9 giugno 1967
5. You Didn't Have to Be So Nice – 2:40 (John Sebastian, Steve Boone) – Registrato il 30 giugno 1967
6. Não bate o coroção – 1:30 (Eumir Deodato) – Registrato il 9 giugno 1967

## Musicisti
- Astrud Gilberto – voce
- Don Sebesky – direzione orchestra e arrangiamento (brani: Stay, Misty Roses, Parade, I Had the Craziest Dream, Beach Samba, My Foolish Heart e You Didn't Have to Be So Nice)
- Eumir Deodato – direzione orchestra e arrangiamento (brani: The Face I Love, Oba Oba, Canoeiro, Dia das rosas e Não bate o coroção)
- Bernie Glow – tromba
- James Nottingham – tromba
- Marvin Stamm – tromba
- Ernie Royal – tromba
- Wayne Andre – trombone
- Warren Covington – trombone
- Urbie Green – trombone
- Tony Studd – trombone
- Ray Alonge – corno francese
- Jim Buffington – corno francese
- Earl Chapin – corno francese
- Tony Miranda – corno francese
- John Barber – tuba
- Hubert Laws – woodwinds
- Stan Webb – woodwinds
- Phil Bodner – woodwinds
- Bill Hammond – woodwinds
- Barry Galbraith – chitarra
- Marcos Valle – chitarra
- Toots Thielemans – chitarra, armonica, whistle
- Seymour Barab – violoncello
- Maurice Bialkin – violoncello
- Maurice Brown – violoncello
- Charles McCracken – violoncello
- George Ricci – violoncello
- Allan Shulman – violoncello
- Harvey Shapiro – violoncello
- Ron Carter – contrabbasso
- Jule Ruggiro – contrabbasso
- Gene Orloff – violino
- Arnold Eidus – violino
- Leo Kruczek – violino
- George Ockner – violino
- Harry Katzman – violino
- Harold Coletta – viola
- Dave Schwartz – viola
- Richard Dickler – viola
- Dave Mankovitz – viola
- Seldon Powell – flauto
- Hubert Laws – flauto
- George Devens – vibrafono
- Margaret Ross – arpa
- Claudio Slon – batteria
- Grady Tate – batteria
- Bobby Rosengarden – batteria
- Alan Douglas – percussioni
- Jack Jennings – percussioni
- Dom Romao – percussioni
- Warren Bernhardt – piano
- Benny Aronov – piano, clavicembalo

Note aggiuntive
- Creed Taylor – produttore
- Val Valentin – direzione ingegneria delle registrazioni
- Brooks Arthur – ingegnere delle registrazioni originali
- Rudy Van Gelder – ingegnere delle ri-registrazioni
- Jerry Schatzberg – foto copertina album originale
- David Krieger / Jack Anesh – design copertina album originale
- Stan Levine – note retrocopertina album originale[2]

## Classifica
Singoli
| Anno | Titolo del brano         | Classifica         | Posizione raggiunta |
| ---- | ------------------------ | ------------------ | ------------------- |
| 1967 | I Had the Craziest Dream | Adult Contemporary | 31                  |